# Guelwar
Guelwar, amb nombroses variants en l'ortografia com Guélowar, Gelwar, etc, fou la darrera dinastia maternal dels regnes sereres del Sine i del Saloum (principalment a l'oest del territori de l'actual Senegal). Eren d'origen Manding que s'havien casat en els vells clans serere nobles paternals (les dinasties sereres paterna del Sine i del Saloum). La progenitura d'aquestes dones mandings i els homes serere, eren els dirigents del Sine i del Saloum. La dinastia va durar de meitat del segle xiv a 1969, l'any que el rei a la vegada del Sine i del Saloum va morir.

## Història

### Origen
La família Guelwar procedent del Kaabu (avui a Guinea-Bissau) al segle xiv. La seva tradició oral diu que descendien de Mansa Tiramakan Traoré (segle xiii) el cosí i general de Mansa Soundiata Keita del Mali. Mansa Tiramakan Traoré que havia conquistat el poble Baïnouk i matat els últims reis Gran Bainouk (Rei Kikikor), llavors va rebatejar el país Kaabu al segle XIII abans la seva mort l'any 1265 i va ser el fundador i Mansa ("rei" o "rei dels reis") del Kaabu. La seva tradició oral diu també que descendeixen de Mansa Bala Diakha i Maisata Yembe Kame Guélaware (rei i reina d'una província al Kaabu). Altres diuen que descendeixen de la branca reial de la princesa Tenemba.
Els mandings que van conquistar el Kaabu es van casar en les famílies nobles Bainouk. Els mandings també van canviar el seu nom de família propis i van adoptar patronímics bainouk.
Kaabu estava governat pels clans nobles paternals de "Sanneh" i "Manneh" (Sane i Mane - patronímics d'origen bainouk i diola, i no pas manding), amb els nobles clans maternals Ñaanco i Guelwar. No obstant això, gairebé tots els reis del Kaabu venen del clan Ñaanco. Els Guelwars es va estendre al costat de la família Ñaanco i foren una de les seves més grans amenaces pel tron.

### La batalla de Troubang i la seva arribada als regnes sereres
La batalla de Troubang el 1335 (nombroses variants en l'ortografia: Turubang, etc) fou una guerra dinàstica entre les dinasties maternals dels Ñaanco i Guelwar del Kaabu. La guerra va tenir lloc al Kaabu. En la llengua manding, Troubang és la paraula per a indicar l'eliminació d'un clan o d'una família (depuració ètnica).
El poderós clan Ñaanco va desfer la família Guelwar. Els Guelwars que s'havia escapat del regne serere del Sine va obtenir asil del Consell de Nobles Sereres anomenat generalment el Gran Consell dels Lamanes. El Gran Consell dels Lamanes eren els dirigents i els grans propietaris latifundistes que havien governat els territoris del Kaabu. Els membres d'aquest Gran Consell portaven el patronímic serere Sarr, Sène, Diouf, Ngom, etc.,, El Consell era la més elevada juridiccioó en els països serere, equivalent a un tribunal d'apel·lació. Després de la seva derrota a Troubang, va ser aquest gran Consell que va concedir asil a la família de Guelwar. Maad a Sinig Maysa Wali Jaxateh Manneh, comunament anomenat Maïssa Wali Dione (nombroses variants en l'ortografia) que es va escapar de Troubang amb alguns membres de la seva família (el Guelwars) servia de conseller jurídic dins d'aquest Consell des de feia 15 anys. Després de 15 anys de fidelitat i de servei s'havia guanyat la confiança dels nobles i de la població serere en general. Va ser nomenat i coronat rei del Sine al voltant de 1350, sent el primer governant Guelwar en el regne serere del Sine. Va donar les seves germanes i nebodes en matrimoni a nobles sereres. Això va segellar la unió entre sereres i els Guelwar,.
Es creia abans que els Guelwars mandings del Kaabu havien conquerit els sereres i els havien sotmès. Aquesta hipòtesi ha estat discutida i finalment refutada. La tradició oral dels sereres no parla de cap conquesta militar sinó d'una unió fundada sobre el matrimoni.
Un matrimoni entre el clan maternal Guelwar i els clans nobles sereres paternals descendents de l'antiga classe dels sereres lamànics. Gairebé tots els reis del Sine i del Saloum porten patronímics sereres o no mandings. Els descendents de Maïssa Wali no van conquistar el Sine ni el regne del Saloum. Eren els descendents paterns de la vella classe de sereres lamànics. La llengua serere, la cultura, la religió i la tradició va prevaldre igualment al Sine i al Saloum, i no pas la llengua, la cultura, la religió i la tradició manding. Els Guelwars foren incoroporats a la cultura serere i es veien com a sereres.
Encara que la cultura wòlof és molt forta al Saloum, tant com la cultura serere, els wòlofs són emigrats al regne serere del Saloum. El Regne del Sine era ètnicament serere. El Regne del Saloum tenia la població barrejada però les poblacions no sereres eren emigrants.

## Reis de Senegàmbia del clan Guelwar maternal
Alguns dels reis de Senegàmbis pertanyeren al clan Guelwar maternal. Maad significa « rei » en serere. Maad ha Sinig i del Maad Saloum significa el rei del Sine i el rei del Saloum respectivament. Existeixen nombroses variantes en l'ortografia de Maad (Mad, etc.). És igualment de vegades utilitzat de manera intercanviable per designar els reis sereres antics, la classe Lamane que eren els reis i la noblesa terratinent.

### Regne del Sine
- Maad ha Sinig Waagaan Tenin Jom Faye[13]
- Waagaan Kumbasaanjaan Faye[13]
- Laasuk Fanaan Faye[13]
- Maad ha Sinig Sanmoon Faye[13]
- Maad ha Sinig Niokhobaye Mane Niane Diouf[14]
- Maad ha Sinig Guédiopal Mane Niane Diouf[14]
- Maad ha Sinig Coumba Ndoffène Famak Diouf, rei del Sine (Regna: 1853 - 1871)
- Maad ha Sinig Coumba Ndoffène Fandepp Diouf, rei del Sine (Regna: 1898 - 1924)
- Maad ha Sinig Em Backé Kodu No Diaye (Em Backé Mak), rei del Sine (Regna: 1884 - 1885)[11]

### Regne del Saloum
- Maad Saloum Mbegan Ndour, rei del Saloum (Regna: 1493)[15]
- Maad Saloum Maléotane Diouf rei del Saloum (Regna: 1567)[15]
- Maad Saloum Ballat No Gougou No Dao (Ballat Khordia Ndao), rei del Saloum (Regna: 1825 - 1853)[11]
- Maad Saloum Bala Adam No Diaye, rei del Saloum (Regna: 1853 - 1856)[11]
- Maad Saloum Coumba No #Coronar Mbodj, rei del Saloum (Regna: 1856 - 1859)[11]
- Maad Saloum Samba Laobé Latsouka Sira Diogop Fall, rei del Saloum (Regna: 1859 - 1864)[11]

### Regne del Cayor i del Baol
- Damel Macodou Yaande Mbarou Diouf Fall, rei de Baol (Teign) i del Cayor (Damel). Regna des de 1832 a Baol, 1860 - 1861 a Cayor. Mort el juny de 1863 al Saloum,.[16][13]

### Regne del Djolof
- Burba Mbagne Paaté Coumba No Gouye Diouf Ndiaye - (Mbagne Pateh Penda Kumba Ngouille Joof Njie) rei del Djolof (Regna: 1846). Mort a la batalla de Diakhabour (1846).[17][13]
- Burba Birame Penda Coumba No Gouye Diouf Ndiaye - (Biram Penda Kumba Ngouille Joof Njie), rei del Djolof (Regna: 1846). Assassinat l'any 1846.[17][13]

### Resta de la Senegàmbia
- Mama Tamba Jamé - rei de Yilliyassa (a Gàmbia), descendent de la Linguère Kaasa Menge (del Saloum)[13]

### Els tres principals clans dels Guelwar
Al voltant del segle XVII hi havia tres principals branques del clan Guelwar maternal. Havien estat fundades per tres germanes que foren Lingueres (reines o princeses) de les quals els noms foren utilitzats per fer referència als seus descendents maternals. Comprenen:
1. El clan Keve Bigui
2. El clan Khoredia Bigui
3. El clan Diogop Bigui
Els prínceps que van pertànyer a aquests tres clans maternals van donar lloc a diverses guerres a Senegàmbia en vista d'assegurar la successió de la seva branca maternal. Sobretot els prínceps pertanyent als Keve Bigui i Diogop Bigui.